# Neòpates
Els neòpates són persones que cometen agressions i delictes per mostrar-los a les xarxes socials, aprofitant l'element d'anonimitat que aquestes permeten, amb l'objectiu de deixar anar les seves frustracions i fantasies, de manera que la societat els reconegui. Són persones que pugen a internet delictes en cerca del reconeixement del públic que els observa.
Etimològicament, el terme neòpata està format per "neo-", terme que en grec significa nou o recent, i també per "-phatos", que significa sentiment o sofriment. Per tant, és una nova manera de crear sofriment, un nou tipus de psicopatia que involucra els mitjans audiovisuals.

## Concepte
La primera persona a utilitzar la paraula “neòpata” va ser l'especialista en crims a les xarxes socials Carlos Cabezas, que va definir aquests criminals amb aquestes paraules:
“la netopatía es una forma de definir a aquellas personas que utilizan la red para expresar su agresividad, tensiones, trastornos neuróticos, trastornos psicóticos, esquizofrenias, delirios o cualquiera otra cuestión que pudiera ser proyectada a través de la red. O sea: personas que no tienen una vida social demasiado rica, que encuentran en el anonimato de la red el medio perfecto para canalizar sus frustraciones.”.
Aquests criminals solen ser persones joves o adolescents que volen cridar l'atenció a les xarxes i guanyar popularitat i visualitzacions, sense tenir en compte les conseqüències dels seus actes.

## Aspectes psicològics
Els neòpates són persones amb tendències narcisistes que utilitzen Internet per expressar la seva agressivitat, trastorns psicòtics, esquizofrènies i deliris. Són persones que com els psicòpates, no mesuren les conseqüències dels seus actes, però un fet clau que els diferència de tenir aquest altre trastorn, és el fet que els neòpates deixen rastre dels seus crims a les xarxes, ja que volen visibilitat, de manera que s'acaba detenint els criminals amb proves sòlides. Busquen la fama a qualsevol preu i així és com acaben realitzant actes que mai s'haguessin imaginat. Aquests criminals volen causar una commoció al públic que els observa, de manera que els fa sentir poderosos davant les reaccions dels espectadors. Tenen la necessitat narcisista de ser reconeguts socialment i recordats, fins al punt que prefereixen ser criminals famosos abans que persones anònimes. Aquests delinqüents es caracteritzen generalment per la manca de referents forts i per haver patit alguna classe d'abús en algun moment de la seva vida, com podria ser assetjament escolar, rebuig familiar, violència...
Hi ha un component d'imitació en aquest tipus de comportaments: aquests joves que busquen reconeixement no tenen por a intentar superar el que han fet els seus antecessors. La massacre de Columbine ha servit d'inspiració per molts criminals que volen superar aquest greu crim. I tots els que han comès actes semblants al de Columbine s'han valgut d'Internet per exposar els seus arguments.
Certs experts en criminologia com Elliott Leyton creuen que aquests assassins en massa busquen rellevància pública per justificar-se i explicar els seus motius. Els seus crims són com un últim acte de vida, com si fos un testament. Molts dels assassins en massa se suïciden o s'enfronten a la policia perquè posin fi a la seva vida.

## Importància d'internet
La xarxa és un entorn favorable a la propagació dels delictes, ja que els continguts es transmeten de manera immediata i aquest arriba a una gran base d'usuaris.
Els investigadors han identificat 3 maneres amb què utilitzen els criminals les xarxes socials.
1. El primer mètode consisteix a difondre delictes ja comesos. Els delinqüents fan la seva acció, i més tard ho publiquen a les xarxes.
2. La segona manera consisteix a utilitzar les xarxes socials com a element de promoció, per anunciar crims que es cometran en un futur.
3. La tercera via es basa a retransmetre els delictes en directe, on els usuaris poden veure amb rigorosa actualitat tot el que succeeix.

Amb el sorgiment de xarxes socials com Facebook, Twitter o Instagram, s'ha creat un debat sobre si aquestes han creat noves modalitats delictives a causa de la cerca de la fama i popularitat per part dels usuaris.
Un estudi creat per Elizabeth Yardley i David Wilson, del Centre de Criminologia de la Universitat de Birmingham, volia descobrir si els assassinats relacionats amb les xarxes socials tenien característiques comunes. Després d'analitzar 48 casos d'aquests crims, van determinar que les xarxes socials sense cap classe de filtres i control poden afavorir conductes violentes. Afegint-hi també el fet que la manca de contacte visual entre el creador de contingut i els espectadors i també que la majoria dels crims no es transmeten en directe, els delictes perden força emocional i també disminueix la percepció de la gravetat dels fets, de manera que els espectadors empatitzen menys amb les víctimes per via xarxes socials. La investigació va determinar que la gran majoria de víctimes i agressors no passen de 30 anys, de manera que són crims comesos per persones joves, nascuts en l'era digital. Aquesta investigació va classificar en sis grups d'agressors els usuaris de Facebook que utilitzen violència segons el seu comportament:
- Reactors: Són els usuaris que s'enfaden quan alguna publicació a les xarxes no els agrada i decideixen fer mal a l'autor quan els sigui possible.
- Depredadors: Es tracta dels usuaris que es creen un perfil fals per ocultar la seva identitat i per trobar potencials víctimes, conèixer els punts dèbils i atacar de manera planificada.
- Impostors: Són usuaris que es fan passar per unes altres persones, per entrar en contacte amb les potencials víctimes i guanyar-se la seva confiança.
- Informadors: Són criminals que anuncien en les seves publicacions els crims que han comès o que pretenen cometre.
- Antagonistes: Es tracta de persones que a partir d'una agressió verbal a les xarxes passen a cometre una agressió física.
- Fantasiosos: Utilitzen Facebook per plasmar en paraules les seves fantasies i deliris més amagats, amb la violència com a constant.

## Es pot frenar?
Els informes dels experts en matèria criminològica són pessimistes, l'estudi de Yardley i Wilson indica que als homicidis anunciats o retransmesos per Internet resulta cada cop més freqüent que la víctima i l'agressor es coneguin d'abans, ja que les xarxes socials creen nous vincles entre persones, encara que aquestes no es vegin cara a cara.
Per tal de poder frenar aquest augment de la neopatia cal educar a la població, especialment els més joves, a utilitzar les xarxes d'una manera adequada i supervisada per especialistes en Internet. Els propietaris de les xarxes socials com Facebook, Twitter, Instagram, Reddit o Pinterest, han de ser conscients de la seva part de responsabilitat davant d'aquests delictes i, per tant, han de prendre mesures per evitar la propagació i visualització d'aquests crims tan greus transmesos per les xarxes socials.

## Casos de neòpates

### A Espanya
- El 22 de febrer de 2015 a Barcelona, un jove va donar un cop de peu per l'esquena a una dona que estava creat per un pas de zebra a l'avinguda Diagonal i un amic seu ho va gravar i penjar a Internet. La víctima va passar 75 dies de baixa per les lesions ocasionades.[4][1]
- A inicis de 2017 a Barcelona, un jove Youtuber anomenat ReSet va ser condemnat a 15 mesos de presó i 20.000 € per haver humiliat un sensesostre i haver penjat el vídeo a YouTube per guanyar visites. El jove va gastar una broma pesada a l'home, consistia a treure la part central de les galetes Oreo i reomplir-les amb pasta de dents, per després entregar-les a un sensesostre. Ho va gravar i va fer el següent comentari: "Potser m'he passat una mica, però mira la part positiva, això l'ajudarà a netejar-se les dents. Crec que no se les renta des que es va tornar pobre". La víctima va patir danys digestius i morals.[5]
- El 30 de març de 2018 a Ourense, un jove va apunyalar un home de 53 anys pel carrer sense motiu aparent, mentre un amic feia un vídeo de l'acció criminal per després penjar-ho a les xarxes, amb l'objectiu de guanyar seguidors i popularitat.[2][1]
- El maig de 2018 a Villarubia de los ojos (Vila Reial), una noia de 19 anys va posar el seu gat a la rentadora i ho va enregistrar per penjar-ho posteriorment a Instagram. El gat va acabar morint per ofegament, i les autoritats van detenir a la noia per maltractament animal.[6]
- L'agost de 2018, tres joves de Logronyo van ser detinguts per estampar un pastís a la cara d'un home que descansava en un banc i gravar-ho i penjar-ho a les xarxes socials. Les autoritats van detectar que no era la primera vegada que havien comès aquest tipus de delictes a internet.[7][1]

### Internacional
- El 16 d'abril de 2007 a la Universitat Tecnològica de Virginia (EUA), un estudiant de 23 anys anomenat Seung-Hui Cho va fer un tiroteig massiu i va posar fi a la vida de 32 persones. Un cop va haver assassinat les 2 primeres persones, l'estudiant va dirigir-se a una oficina postal per enviar un manifest escrit un vídeo a la cadena de televisió NBC. El que volia expressar era l'odi cap als seus companys de classe per causar-li problemes i deia que el que pretenia fer era un acte de sacrifici per protegir a totes les persones que havien estat humiliades. Un cop enviat el missatge, va seguir amb la massacre i més tard es va suïcidar.[8]
- El desembre de 2014 a Hartlepool (Anglaterra), es va trobar el cadàver d'Angela Wrightson, de 39 anys, amb més de 100 lesions. Dues noies de 13 i 14 anys es van aprofitar de la dona, que era una alcohòlica i estava en un estat de vulnerabilitat, i la van assassinar a sang freda per després penjar les imatges del crim a Snapchat. Les noies que tenien historial en beure alcohol i en prendre drogues, van ser condemnades a 15 anys de presó.[9]
- El 23 de maig de 2014 a Santa Bàrbara (Califòrnia), un jove anomenat Elliot Rodger va assassinar sis persones al campus de la Universitat de Califòrnia i després es va suïcidar. Hores abans va penjar un vídeo en el qual anunciava que mataria tantes noies com pogués a causa d'un rebuig amorós.[10]
- El febrer de 2015 a Pennsylvania (EUA) un adolescent de 16 anys va ser condemnat per homicidi de primer grau. Maxwell Morton va assassinar un company de classe i va penjar una imatge del cadàver a la xarxa social Snapchat.[11]
- El 16 d'abril de 2017 a Cleveland (Ohio), Steve Stephens va retransmetre per Facebook Live l'assassinat d'un home de 74 anys. Va disparar a l'home pel carrer mentre caminava tranquil·lament. El motiu era per ràbia, ja que la seva xicota l'havia deixat. Va fugir, i quan la policia el va acorralar es va prendre la vida per no ser detingut. Facebook no va eliminar el vídeo fins passades 2 hores del crim, cosa que va causar una gran polèmica entre els usuaris.[12]
- L'agost de 2018 a Miami (Florida), l'escriptor de llibres d'autoajuda Derek Medina va assassinar la seva dona i va publicar a Facebook una foto de la seva dona morta i amb un comentari on explicava que era el que havia hagut de fer i que acceptava les conseqüències. Va ser detingut i condemnat a cadena perpètua.